# Saint-Amant-de-Sorèze
El Saint-Amant-de-Sorèze o Sorézois es un cono volcánico situado en la comuna de Sorèze, en el departamento de Mediodía-Pirineos, situado en una pequeña sierra llamado Monts de Sorezois. Es un cono volcánico que se colapsó formando una pequeña caldera volcánica, de un diámetro de unos 2 kilómetros. Se formó a partir de algunos movimientos violentos de ciertas fallas que atraviesa la sierra. Sus coordenadas son: 43.442245°N 2.089258°E.